# Williams FJ44
Le Williams FJ44 est une famille de petits turboréacteurs double-corps double-flux sans post-combustion produite par Williams International et Rolls-Royce plc pour le marché des jets d'affaire. Jusqu'à l'augmentation subite du marché des avions à réaction léger (Very Light Jet), le FJ44 était l'un des plus petits turbofans disponible pour le marché civil. Bien qu'à l'origine conçu par Williams, Rolls-Royce se joignit très tôt au projet, concevant, développant et fabriquant une turbine haute pression refroidie par air pour le moteur. Le FJ44 effectua son premier vol le 12 juillet 1988 sur un Scaled Composites/Beechcraft Triumph.
Le FJ44 est à la base d'un moteur plus petit baptisé FJ33.

## Conception et développement
La production débuta en 1992 avec le FJ-44-1A développant 2,58 kN de poussée, composé d'une soufflante de 531 mm de diamètre d'un seul étage et d'un étage unique de compression intermédiaire le tout entraîné par une turbine basse pression à deux étages ; le flux principal est alors dirigé vers le compresseur centrifuge haute pression lui-même entraîné par une turbine haute pression à un seul étage. La chambre de combustion est de type annulaire où le carburant est délivré non pas par un mélangeur carburant/air ou vaporisateur classique mais par un système d'injection rotatif. Le conduit du flux secondaire court tout le long du moteur. La version FJ44-1C a vu sa poussée réduite à 2,03 kN.
Une version améliorée, FJ44-2A, avec une poussée de 10 kN fut mise en service en 1997. La version FJ44-2C ne diffère de la précédente que par son système de contrôle hydromécanique intégré du carburant.
La version FJ44-3A vit le jour en 2004, mais elle fut révisée en 2005 à cause d'un problème technique vu dans un jardin américain[Quoi ?].

## Variantes
- FJ44-1A
- FJ44-1AP
- FJ44-1C
- FJ44-2A
- FJ44-2C
- FJ44-3A
- FJ44-3A-24
- FJ44-3ATW
- FJ44-4A
- FJ44-4M
- F129 : Désignation militaire d'une version du FJ44 d'une poussée de 6,672 kN

## Utilisation
- FJ44-1
  - Scaled Composites Triumph (en) (Premier vol d'un FJ44)
  - Cessna CitationJet CJ1
  - Cessna CitationJet CJ1+
  - Cessna CitationJet M2
  - Eviation EV-20 Vantage Jet (en)
  - Saab 105
- FJ44-2
  - Beechcraft Premier I
  - Cessna CitationJet CJ2
  - Scaled Composites Proteus
  - Sino Swearingen SJ30-2 (en)
- FJ44-3
  - Cessna 550 et S550 avec STC de Clifford Engineering
  - Cessna CitationJet CJ2+
  - Cessna CitationJet CJ3
  - Grob G180 SPn
  - Lockheed Martin Polecat
  - Piper PA-47 PiperJet
- FJ44-3ATW
  - Virgin Atlantic GlobalFlyer
- FJ44-4A
  - Cessna CitationJet CJ4
  - Pilatus PC-24
- FJ44-4C
  - Honda HA-480 HondaJet Echelon
- FJ44-4M
  - Aermacchi M-345 HET
  - Aero L-39 NG
- F129
  - Cessna 526 CitationJet

## Caractéristiques
|                                   | FJ44-1A | FJ44-1C | FJ44-1AP | FJ44-2A | FJ44-2C | FJ44-3A | FJ44-3A-24 | FJ44-4 | FJ-44-4M. |
| --------------------------------- | ------- | ------- | -------- | ------- | ------- | ------- | ---------- | ------ | --------- |
| Poussée (kN)                      | 8,452   | 6,672   | 8,741    | 10,231  | 10,676  | 12,544  | 11,076     | 15,569 | 16,87     |
| Consommation spécifique (kg/kN·h) | 0.456   | 0.460   | -        | -       | -       | -       | -          | -      | -         |
| Masse à vide (kg)                 | 209     | 209     | 213      | 241     | 236     | 243     | 243        | 295    |           |
| Longueur totale (mm)              | 1 354   | 1 354   | 1 471    | 1 519   | 1 519   | 1 585   | 1 585      | 1 742  |           |
| Diamètre de la soufflante (mm)    | 531     | 531     | 526      | 551     | 551     | 582     | 582        | 640    |           |
| Taux de dilution                  | 3,28    | 3,28    | -        | 4,1     | -       | -       | -          | -      | -         |